# Edward Jenner
Edward Jenner (17 de mayo de 1749-26 de diciembre de 1823) fue un médico y científico inglés pionero en el concepto de las vacunas y descubridor de la vacuna contra la viruela, la primera vacuna del mundo. Los términos "vacuna" y "vacunación" se derivan de "variolae vaccinae" ('pústulas de la vaca'), el término ideado por Jenner para denotar la viruela bovina. Lo utilizó en 1798 en el título de su "Investigación sobre las Variolae vaccinae conocidas como la viruela de las vacas", en la que describió el efecto protector de la viruela bovina contra la viruela.
En Occidente, a Jenner a menudo se le llama "el padre de la inmunología", y se dice que su trabajo ha salvado "más vidas que cualquier otro hombre". En la época de Jenner, la viruela mataba alrededor del 10% de la población mundial, con cifras tan altas como el 20% en pueblos y ciudades donde la infección se propagaba más fácilmente. En 1821, fue nombrado médico del rey Jorge IV, y también fue nombrado alcalde de Berkeley y juez de paz. Fue miembro de la Royal Society. En el campo de la zoología, fue uno de los primeros estudiosos modernos en describir el parasitismo de puesta del cuco (Aristóteles también notó este comportamiento en su Historia de los animales). En 2002, Jenner fue nombrado en la lista de los 100 Grandes Británicos de la BBC.

## Biografía
Edward Jenner nació en la ciudad de Berkeley, Gloucestershire, al sur de Inglaterra. Fue el octavo hijo de Sarah Head, esposa del vicario Stephen Jenner, antes de este nacimiento, el matrimonio había perdido dos hijos. Edward fue bautizado con el mismo nombre de uno de sus hermanos que falleció a los cinco años de edad, precisamente dos semanas antes de su nacimiento. Stephen Jenner era un hombre culto educado en Pembroke y Oxford. Después de realizar sus estudios  eclesiásticos, fue el vicario de la iglesia parroquial de Berkeley desde 1792, el mismo año en el que contrajo nupcias con Sarah Head, hija del anterior vicario, Henry Head, al que había sustituido en la parroquia. En la vicaría de Berkeley llevaba la modesta vida de un clérigo. Los ingresos que proporcionaba el servicio parroquial, junto con los procedentes de sus propiedades, permitieron al vicario ofrecer a sus hijos bienestar material, pero, sobre todo, darles una buena educación. En este ambiente cultural los dos hermanos mayores de Edward, Stephen y Henry, siguieron los estudios eclesiásticos en Oxford y su hermana.
En el mes de mayo de 1754 Sarah Head dio a luz a su noveno hijo; el 8 de mayo fue bautizado con el nombre de Thomas, pero falleció al día siguiente. Veinticuatro horas después, Sarah Jenner falleció por complicaciones puerperales a la edad de 46 años, y solo dos meses después, el 9 de diciembre, falleció el vicario Stephen Jenner, dejando a Edward huérfano a la temprana edad de cinco años y quedando al cuidado de su tía Deborah y de su hermana mayor, Mary. Su hermano mayor, Stephen, asumió la responsabilidad de la familia Jenner, y para Edward será su guía paternal.
Antes de acudir a la escuela, las hermanas de Edward ya le habían enseñado las reglas básicas de matemáticas, música, a leer y a escribir. Con estos conocimientos básicos ingresó a la escuela de gramática Wotton-under-Edge, situada cuatro millas al este de Berkeley. Esta escuela era dirigida por el reverendo Tomas Clissod, donde recibió clases de latín y griego, pero al muy joven Edward lo que más le apasionaba era dar largos paseos por las colinas y bosques y así observar y aprender de la naturaleza. Entre las piedras calizas de las pequeñas colinas cerca de su casa buscaba fósiles. También coleccionaba nidos de ratones de campo, de los que llegó a tener más de cincuenta.

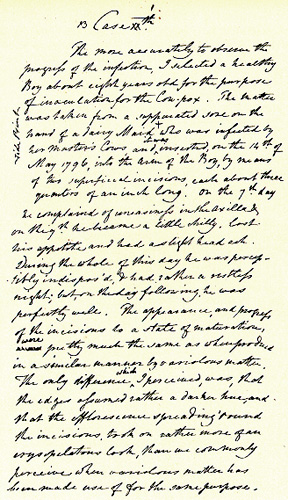
Su informe manuscrito original, depositado en el Real Colegio de Cirujanos (Londres)

Cuando Edward Jenner tenía ocho años, en Berkeley surgió un brote de viruela, por lo que la familia de Edward decidió que era necesario aplicarle el único método preventivo conocido hasta entonces, la variolización (método que había importado a Inglaterra la exploradora Lady Mary Wortley Montagu, vista dicha costumbre en el Imperio otomano), pues era ya un hecho conocido que la viruela solo se padecía una vez en la vida, por eso la mayoría de los médicos de la época recomendaban practicar la inoculación en los niños y así evitar que adquiriesen una forma mortal, lo cual ocurría de manera muy frecuente en esa época.
Sin una base real de conocimientos científicos, e ignorando los principios de la antisepsia, la variolización se rodeaba de cierto misterio y cada médico o farmacéutico empleaba su propio método. A Edward Jenner y a sus compañeros les realizó las inoculaciones el boticario Mr. Holborn, de la cercana localidad de Wotton-under-Edge. En la inoculación los niños recibían un corte hasta el sangrado en un brazo donde el Sr. Holborn aplicaba el contenido purulento de una vesícula de un enfermo de viruela. Después cubría la herida con un vendaje limpio. Los que recibían la inoculación debían ser aislados pues presentaban la enfermedad y podían transmitirla a otras personas que no la habían padecido. A Edward y sus compañeros los aíslaron en un establo maloliente, con poca iluminación y sin ventilación, donde tenían que comer, dormir y hacer sus necesidades por cuarenta días (cuarentena), una experiencia terrible que Edward, al igual que los demás inoculados, no olvidarán con facilidad. 
En el ambiente campesino de Berkeley, con una población de unos mil habitantes, Edward no encontrará mejor lugar para vivir que esta localidad a la que amaba.
Era también llamado el sabio-poeta, debido a la pasión que sentía por escribir y manifestar sus sentimientos a través de esta faceta de la literatura. También amaba la música y la naturaleza.
La viruela era una enfermedad que se había convertido en una terrible epidemia. La gente de su pueblo lo creía loco, porque había empezado a probar la vacuna contra la viruela con un niño sano de ocho años, llamado James Phipps. Después de que el tratamiento con James Phipps dio un resultado favorable, lo empezó a utilizar con otras personas, ante la cerrada oposición de otros médicos. Las personas creían que, si se vacunaban, les crecerían apéndices vacunos en el cuerpo y sobre eso se hizo una sátira llamada The cow pock (1802).
Para la historia de Francia, llegó el merecido reconocimiento cuando Napoleón dio la orden de vacunar a toda su tropa, en 1805. Posteriormente, la condesa de Berkeley y Lady Duce hicieron vacunar a sus hijos, haciendo que la nobleza inglesa las imitara. El reconocimiento había llegado dos años antes con la organización en España de la Real Expedición Filantrópica de la Vacuna, que patrocinó una primera expedición de vacunación a nivel mundial, al abarcar su imperio de ultramar (Hispanoamérica y Filipinas).
Así se quebró definitivamente el círculo de opositores al científico y fue entonces cuando lo invitaron a establecerse en Londres y ganar mucho dinero, pero Edward Jenner declinó la propuesta, manifestando que «si en la aurora de mis días busqué los senderos apartados y llanos de la vida, el valle y no la montaña, ahora que camino hacia el ocaso, no es un regalo para mí prestarme como objeto de fortuna y de fama». No obstante lo expuesto, recibió dinero y distinciones que le permitieron pasar una vejez económicamente holgada.

## Zoología
Jenner fue elegido miembro de la Royal Society en 1786, después de la publicación de su detallado estudio las costumbres previamente desconocidas de anidamiento del cuco, un estudio en el que combinó la observación, el experimento y la disección.

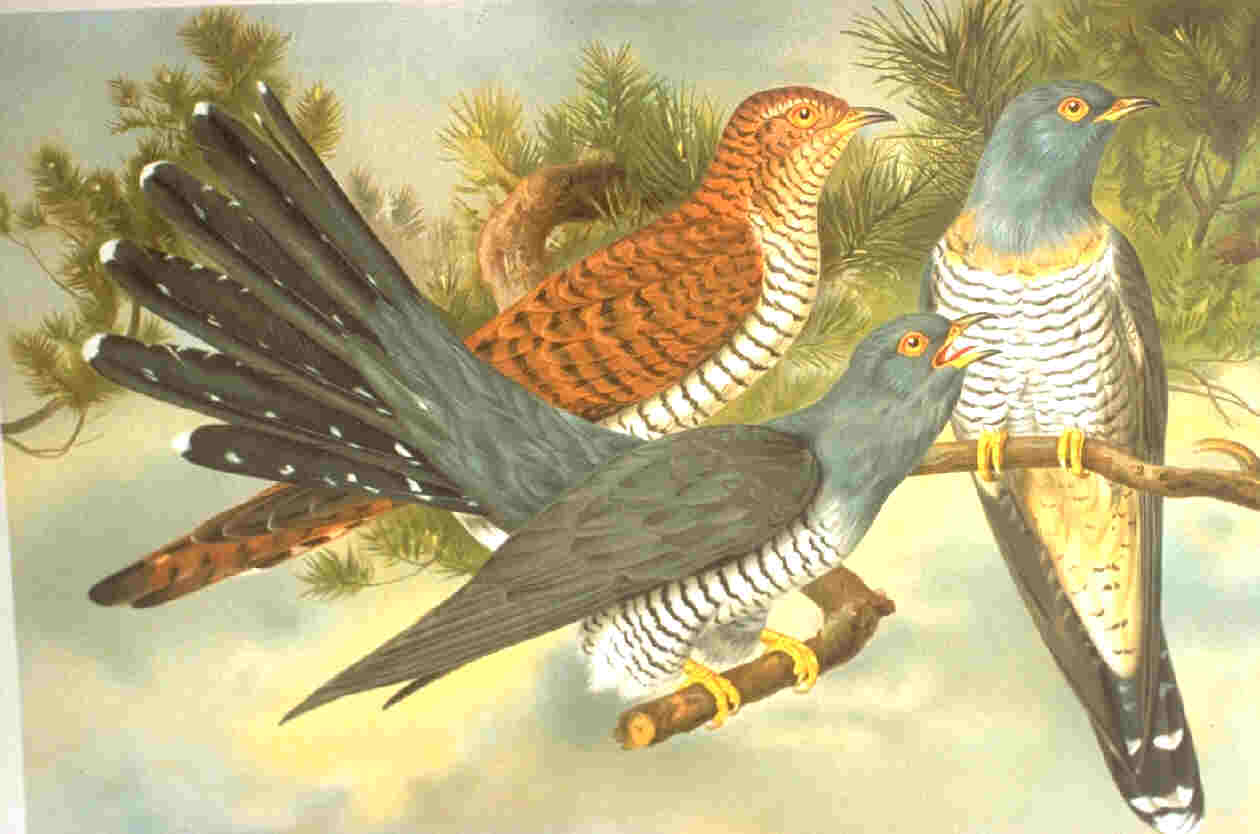
Cuco común

Describió cómo el cuco recién eclosionado empujaba los huevos y los polluelos recién nacidos del nido de su anfitrión, contrariamente a la creencia existente hasta entonces de que lo hacía el cuco adulto. Habiendo observado este comportamiento, Jenner descubrió una adaptación anatómica necesaria para su puesta en práctica (el pollo del cuco presenta un depresión en su espalda, que desaparece después de los doce días de vida, que le permite empujar fuera del nido los huevos de su anfirión y los otros polluelos). El adulto no permanece el tiempo suficiente en el área para realizar esta tarea. Las conclusiones de Jenner fueron publicadas en las Philosophical Transactions of the Royal Society en 1788.
«La singularidad de su forma está bien adaptada a estos propósitos, ya que, a diferencia de otras aves recién nacidas, su espalda, desde la escápula hacia abajo es muy ancha, con una considerable depresión en el medio. Esta depresión parece formada por la naturaleza para dar un alojamiento más seguro al huevo del acentor —o de su pollo—, cuando el joven cuco se emplea en la expulsión de cualquiera de ellos fuera del nido. Cuando ya tiene doce días de edad, esta cavidad se rellena, y entonces la espalda asume la forma de las aves en común». El sobrino de Jenner, nacido el 30 de junio de 1737, lo ayudó en el estudio.
La comprensión de Jenner del comportamiento del cuco no obtuvo un crédito completo hasta que la artista Jemima Blackburn, una aguda observadora de la vida del pájaro, vio un pollo de cuco (todavía ciego) que empujaba hacia fuera un huevo de su anfitrión. Su descripción e ilustración de este hecho fueron suficientes para convencer a Charles Darwin de revisar una edición posterior de El origen de las especies.

## Descubrimiento de la vacuna

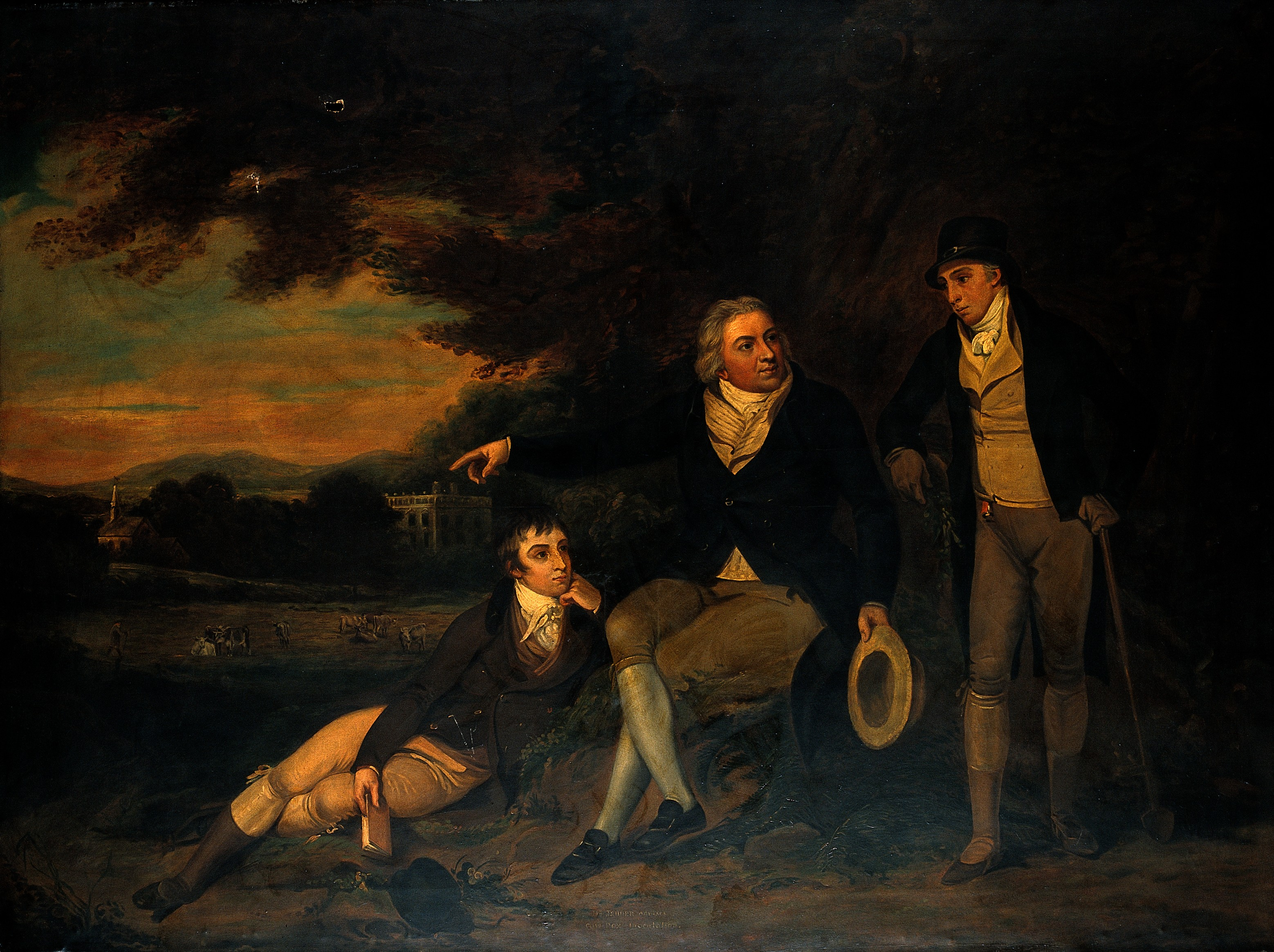
Edward Jenner aconsejando a un granjero sobre la vacunación de su familia (hacia 1810)

En la época de Jenner, la inoculación ya era una práctica común, pero implicaba graves riesgos. En 1721, Lady Mary Wortley Montagu había importado la variolación en Gran Bretaña después de haberla observado en Constantinopla. Voltaire escribió que por entonces el 60% de la población padecía la viruela y que el 20% fallecía por la enfermedad. Voltaire también afirmaba que los circasianos utilizaban la inoculación desde tiempos inmemoriales, costumbre que pudo haber sido imitada por los turcos.

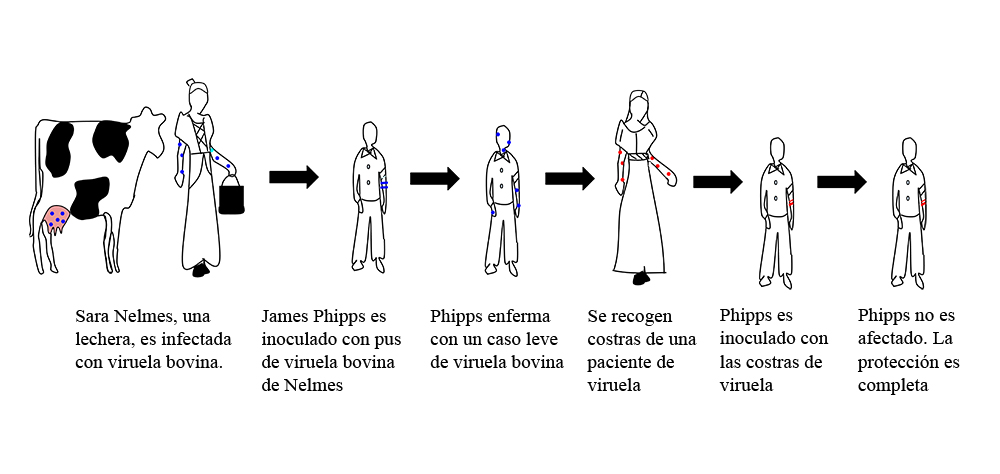
Los pasos dados por Edward Jenner para crear la vacuna contra la viruela. Jenner primero inoculó a James Phipps con la viruela de las vacas (un virus similar al de la viruela), para crear inmunidad, a diferencia de la variolación, que utilizaba la viruela para crear una inmunidad a sí misma.

En 1768, el médico inglés John Fewster se había dado cuenta de que la infección previa con la viruela vacuna hacía que una persona fuera inmune a la viruela.
En los años siguientes a 1770, por lo menos cinco investigadores en Inglaterra y Alemania (Sevel, Jensen, Jesty en 1774, Rendell, y Plett en 1791) probaron exitosamente una vacuna contra la viruela en seres humanos.
Por ejemplo, el agricultor de Dorset Benjamin Jesty fue vacunado con éxito y presumiblemente adquirió inmunidad inducida artificialmente con el virus de las vacas, al igual que su esposa y sus dos hijos con anterioridad a la epidemia de viruela de 1774. Pero no fue hasta el trabajo de Jenner cuando el procedimiento llegó a ser ampliamente entendido. Jenner pudo haber conocido el procedimiento utilizado por Jesty y el éxito obtenido.
Al estudiar el hecho comúnmente conocido de que las mujeres que ordeñaban las vacas eran generalmente inmunes a la viruela, Jenner postuló que el contacto de las lecheras durante el ordeño con el pus de las ampollas de las vacas (conteniendo el virus de la viruela bovina, una enfermedad similar a la viruela, pero mucho menos virulenta) las protegía de la viruela.

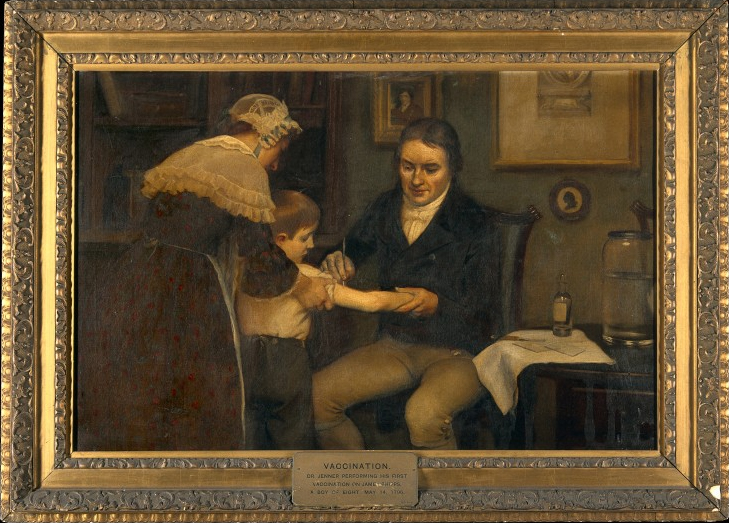
Jenner realizando su primera vacunación en James Phipps, un niño de 8 años. 14 de mayo de 1796

El 14 de mayo de 1796, Jenner probó su hipótesis inoculando a James Phipps, un niño de ocho años, hijo del jardinero de Jenner. Raspó el pus de las ampollas de la viruela en las manos de Sarah Nelmes, una lechera infectada de la viruela vacuna por una vaca llamada Blossom (cuya piel ahora cuelga en la pared de la biblioteca de la escuela de medicina de San Jorge, en Tooting). Phipps fue el decimoséptimo caso descrito en el primer artículo de Jenner sobre vacunación.
Jenner inoculó a Phipps en ambos brazos ese día, lo que le produjo posteriormente fiebre y cierta inquietud, pero ninguna infección grave. Días después, lo sometió al procedimiento de variolación, el método habitual de inmunización en ese momento, que en ocasiones suponía contraer la grave enfermedad. No se produjo ningún síntoma. El niño fue más adelante probado de nuevo con material variólico, y de nuevo no mostró ningún signo de viruela humana.
Donald Hopkins señala que «la contribución principal de Jenner no fue que inoculó a algunas personas con la vacuna, sino que después demostró que eran inmunes a la viruela».
Además, demostró que el pus protector de la viruela vacuna podría inocularse eficazmente de persona a persona, y no solo directamente del ganado.
Probó con éxito su hipótesis sobre otros 23 pacientes adicionales.

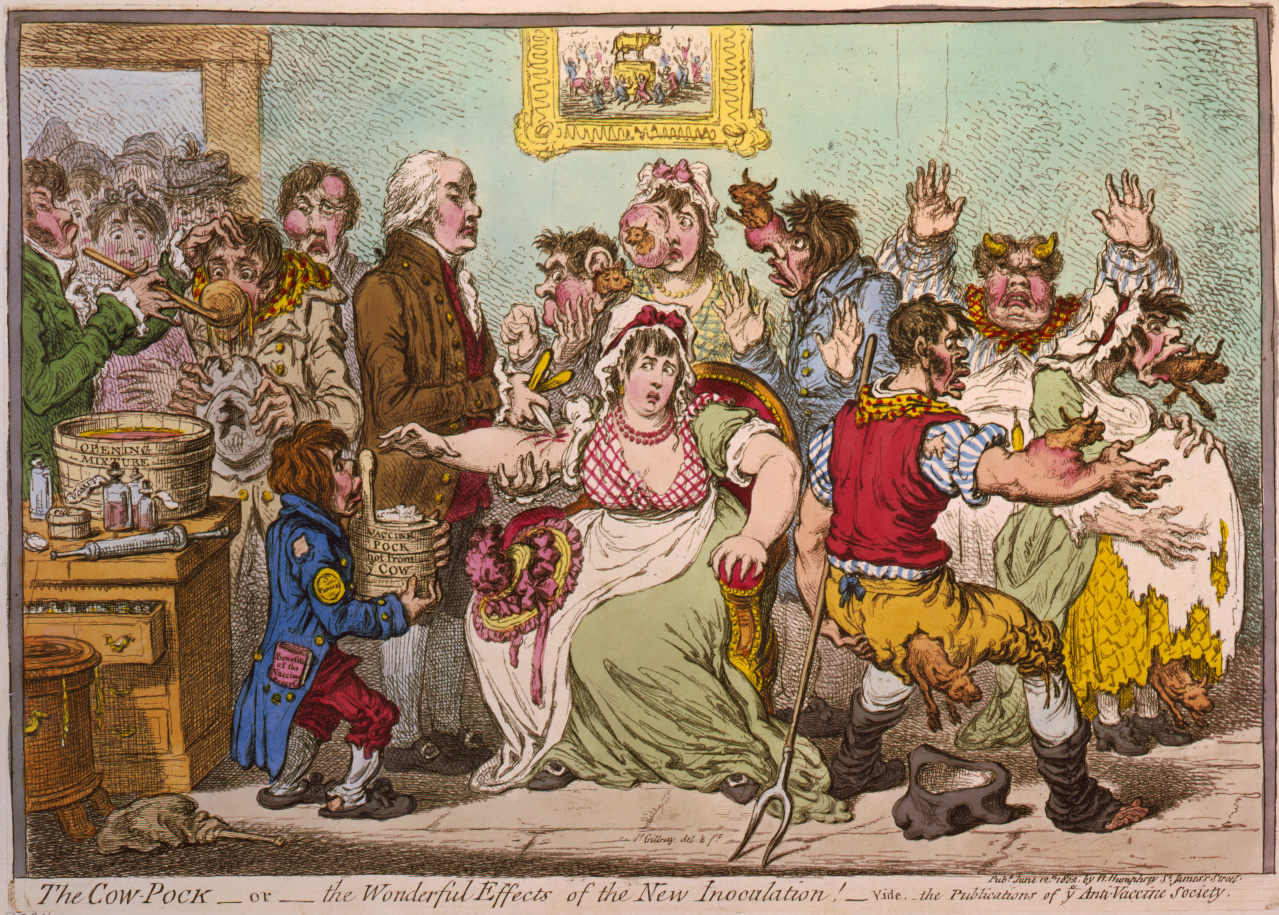
Caricatura de Jenner vacunando a los pacientes, que temían que les hiciera crecer apéndices vacunos. (James Gillray, 1802)

Jenner continuó su investigación e informó a la Royal Society, que no publicó el documento inicial. Después de revisiones e investigaciones posteriores, publicó sus hallazgos sobre los 23 casos. Algunas de sus conclusiones eran correctas, algunas erróneas; los métodos microbiológicos y microscópicos modernos harían que sus estudios fueran más fáciles de reproducir. La comunidad médica deliberó extensamente sobre sus hallazgos antes de aceptarlos. Finalmente, se aceptó la vacunación, y en 1840, el gobierno británico prohibió la variolación de la viruela para inducir la inmunidad y proporcionó la vacunación con vacuna gratuita.

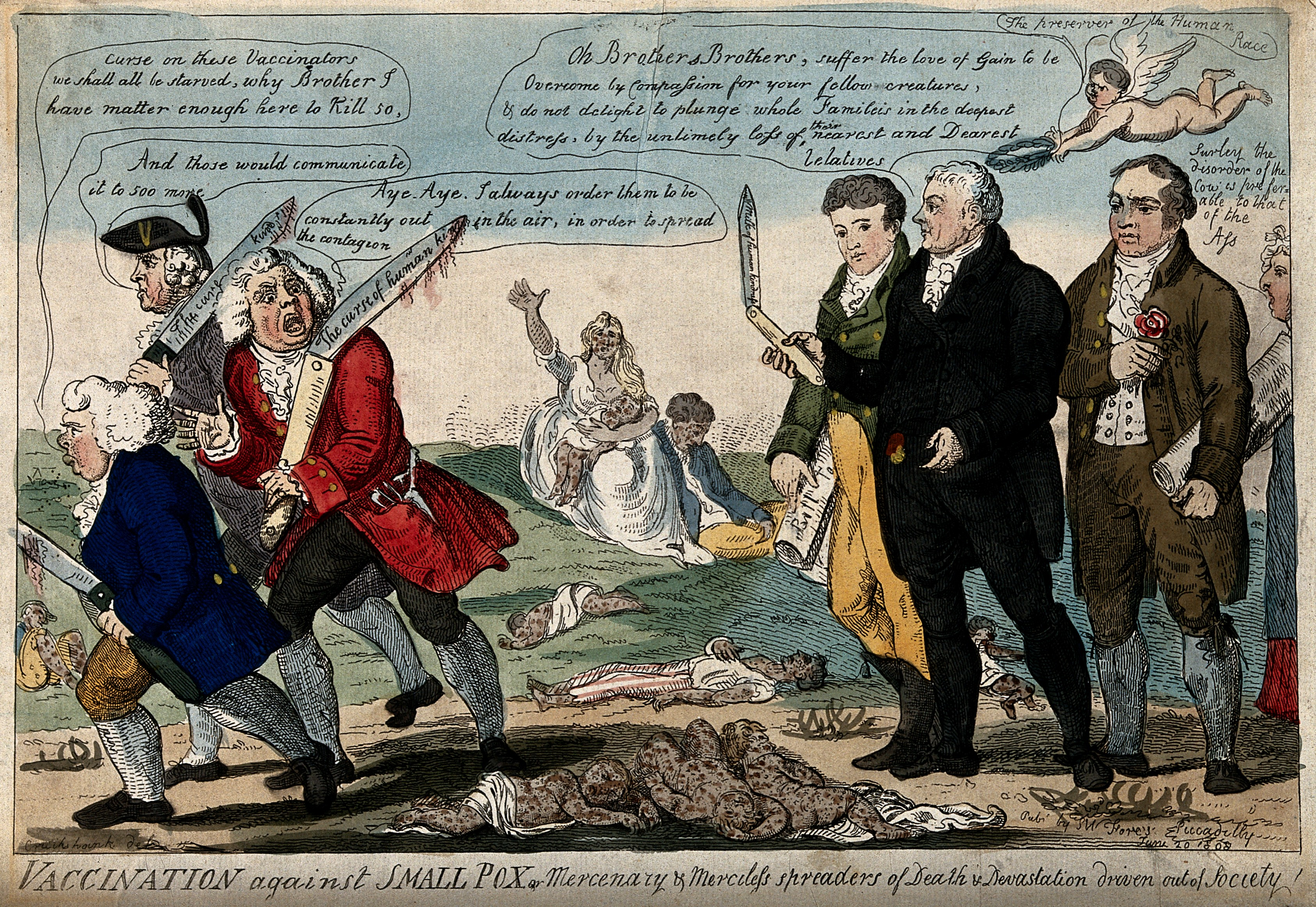
Historieta de 1808 que muestra a Jenner, a Thomas Dimsdale y a George Rose venciendo a los opuestos a la vacunación

El éxito de su descubrimiento pronto se extendió por Europa y se utilizó en masa en la Corona Española, donde se emprendió la Expedición Balmis, una misión de tres años de duración a las Américas, Filipinas, Macao y China, dirigida por el doctor Francisco Javier Balmis, con el objetivo de inocular a miles de personas la vacuna contra la viruela. La expedición tuvo éxito y Jenner escribió: «No me imagino que los anales de la historia contengan un ejemplo de filantropía tan noble y tan extenso como este». Napoleón Bonaparte, que en ese momento estaba en guerra con Gran Bretaña, hizo vacunar a todas sus tropas y, a petición de Jenner, liberó a dos prisioneros de guerra ingleses y les permitió regresar a sus casas. El emperador francés comentó que no podía «negar nada a uno de los más grandes benefactores de la humanidad».
El trabajo continuo de Jenner sobre la vacunación le impidió continuar con su práctica médica ordinaria. Fue apoyado por sus colegas y el rey en la petición al Parlamento, y se le concedieron 10 000 libras esterlinas en 1802 por su trabajo en la vacunación. En 1807, se le concedieron otras 20 000 libras después de que el Real Colegio de Médicos confirmase la eficacia generalizada de la vacunación.
En 1803 fue nombrado presidente de la Sociedad Jenneriana de Londres, preocupado por promover la vacunación para erradicar la viruela. El Jennerian cesó sus operaciones en 1809. En 1808, con la ayuda del gobierno, se fundó el Instituto Nacional de Vacunación, pero Jenner se sintió deshonrado por los hombres seleccionados para gestionarlo, y renunció a su dirección. Jenner se convirtió en miembro de la Sociedad de Cirugía y Medicina en su fundación en 1805 (actualmente Real Sociedad de Medicina) y presentó varias ponencias allí. Jenner fue elegido miembro honorario extranjero de la Academia Estadounidense de las Artes y las Ciencias en 1802 y miembro extranjero de la Real Academia Sueca de Ciencias en 1806.

## Reconocimiento social
Jenner regresó a Berkeley y continuó recibiendo honores que le llegaban desde distintos puntos del mundo. Cualquier petición de su parte, a diferentes autoridades, era prácticamente complacida. De la misma forma se le quería y respetaba en su pueblo, donde continuaba esforzándose por sus pacientes. Fue elegido como alcalde del pueblo a causa de su decisión de permanecer allí.

## Trabajos literarios
Llegó a escribir un nutrido número de poesías y en sus últimos años continuó desarrollando el amor por la naturaleza, pero ahora lo manifiestaba en su afición por los pájaros y el cultivo de plantas y flores.

### Algunas publicaciones
- 1798 An Inquiry intro the Causes and Effects of the Variolæ Vaccinæ[29]

- 1799 Further Observations on the Variolæ Vaccinæ, or Cow-Pox.[30]

- 1800 A Continuation of Facts and Observations relative to the Variolæ Vaccinæ 40 p.[31]

- 1801 The Origin of the Vaccine Inoculation[32]

## Fallecimiento
Falleció víctima de una apoplejía, el 26 de enero de 1823, a la edad de 73 años, en Berkeley, localidad en la que había nacido.

## Legado
En 1979, la Organización Mundial de la Salud declaró a la viruela una enfermedad erradicada. Eso fue el resultado de esfuerzos coordinados de salud pública mundial, donde la vacunación fue un componente esencial. Aunque la enfermedad fue declarada erradicada, algunas muestras de gérmenes aún permanecen en laboratorios de los Centros para el Control y Prevención de Enfermedades en Atlanta, EE. UU., y en el Centro de Investigación Estatal de Virología y Biotecnología VECTOR en Koltsovo, Óblast de Novosibirsk, Rusia.

## Eponimia
- El cráter lunar Jenner lleva este nombre en su memoria.
- El asteroide (5168) Jenner también conmemora su nombre.

## Cronología de la vida y obra de Edward Jenner
- 1749 Nace el 17 de mayo en Berkeley, Gloucestershire (Inglaterra). Sus padres son Stephen y Sarah Jenner.
- 1754 Entra en la escuela elemental de Wotton-under-Edge. Es inoculado de la viruela.
- 1761 Es admitido como aprendiz por el médico de familia John Ludlow en Chipping Sodbury.
- 1770 Se traslada a Londres para completar su formación médica al lado del célebre Dr. John Hunter y obtiene un certificado de estudios médicos.
- 1773 Empieza su ejercicio profesional como cirujano rural en Berkeley.
- 1775 Estudia la hibernación de los erizos. Comienza a interesarse por la emigración de las aves.
- 1778 Describe las lesiones de las arterias coronarias en la angina de pecho.
- 1783 Lanza un globo de hidrógeno junto con su amigo Gardner, siguiendo las experiencias de los hermanos Montgolfier en París.
- 1784 Logra purificar el tártaro emético.
- 1788 Envía estudio y descripción sobre el comportamiento del cucu recién nacido en el nido, a la Royal Society. Adquiere The Chantry, que será su casa familiar en Berkeley.
- 1786 Mueren los padres de Edward Jenner.
- 1788 Contrae matrimonio el 6 de marzo con Catherine Kingscote. Funda la Gloucester Medical Society.
- 1789 Es elegido Fellow de la Royal Society por sus investigaciones sobre el cucu. Nace su primer hijo, Edward.
- 1792 Recibe un diploma en Medicina de la Universidad St. Andrews de Escocia.
- 1793 Muere su maestro John Hunter de enfermedad cardíaca.
- 1794 Nace su segundo hijo Catherine.
- 1795 Entre el año 1794 y 1795 enferma gravemente de fiebre tifoidea.
- 1796 Experimenta la inoculación en el niño de 8 años James Phipps, hijo de la ordeñadora Sarah Nelmes. El 16 de julio James es confirmado inmune a la viruela.
- 1798 Publica su primer trabajo sobre la vacunación: An Inquiry. Comienza a vacunar en Londres.
- 1802 La vacunación se extiende en Europa y por muchos países del resto del mundo. El Parlamento del Reino Unido concede a Jenner 10 000 ៛.
- 1803 Fundación de la Royal Jennerian Society para la erradicación de la viruela en Londres.
- 1806 Jenner recibe 20.000 ៛ del Parlamento del Reino Unido.
- 1813 La Universidad de Oxford le otorga el título honorario de Doctor en Medicina.
- 1815 Muere la esposa de Edward Jenner el 13 de septiembre. Reanuda su trabajo sobre las migraciones de los pájaros.
- 1820 Jenner sufre un accidente cerebrovascular.
- 1821 El rey Jorge IV lo designa Physician Extraordinary.
- 1823 Fallece Edward Jenner el 26 de enero.
- 1824 Obra póstuma: On the Migration of Birds.

### Otras lecturas
- Papers at the Royal College of Physicians Archivado el 7 de noviembre de 2017 en Wayback Machine.

- Baron, John, M.D., F.R.S.: The Life of Edward Jenner, M.D., L.L.D., F.R.S. Londres: Henry Colburn, 1827.

- Baron, John: The Life of Edward Jenner with illustrations of his doctrines and selections from his correspondence. Londres: 1838, 2 volumes.

- E. Ashworth Underwood: "Edward Jenner, the man and his work". BMJ, 1949

- Fisher, Richard B.: Edward Jenner. 1749–1823. Londres: Andre Deutsch, 1991.

- Cartwright K (October 2005). «From Jenner to modern smallpox vaccines» [Desde Jenner a las modernas vacunas contra la viruela]. Occupational Medicine (en inglés) 55 (7): 563-563. PMID 16251374. doi:10.1093/occmed/kqi163.

- Riedel S (January 2005). «Edward Jenner and the history of smallpox and vaccination». Proceedings 18 (1): 21-5. PMC 1200696. PMID 16200144. doi:10.1080/08998280.2005.11928028.

- Tan SY (November 2004). «Edward Jenner (1749–1823): conqueror of smallpox». Singapore Medical Journal 45 (11): 507-8. PMID 15510320.

- van Oss CJ (November 2000). «Inoculation against smallpox as the precursor to vaccination». Immunological Investigations 29 (4): 443-6. PMID 11130785.

- Gross CP, Sepkowitz KA (1998). «The myth of the medical breakthrough: smallpox, vaccination, and Jenner reconsidered». International Journal of Infectious Diseases 3 (1): 54-60. PMID 9831677. doi:10.1016/S1201-9712(98)90096-0.

- Willis NJ (August 1997). «Edward Jenner and the eradication of smallpox». Scottish Medical Journal 42 (4): 118-21. PMID 9507590.

- Theves G (1997). «Smallpox: an historical review» [Viruela: revisión histórica]. Bulletin de la Société des Sciences Médicales du Grand-Duché de Luxembourg (en alemán) 134 (1): 31-51. PMID 9303824.

- Kempa ME (December 1996). «Edward Jenner (1749–1823), benefactor to mankind (100th anniversary of the first vaccination against smallpox)» [Edward Jenner (1749–1823), benefactor de la Humanidad (100 aniversario de la primera vacuna contra la viruela]. Polski Merkuriusz Lekarski (en polaco) 1 (6): 433-434. PMID 9273243.

- Baxby D (November 1996). «The Jenner bicentenary: the introduction and early distribution of smallpox vaccine». FEMS Immunology and Medical Microbiology 16 (1): 1-10. PMID 8954347. doi:10.1111/j.1574-695X.1996.tb00105.x.

- Larner AJ (septiembre de 1996). «Smallpox». The New England Journal of Medicine 335 (12): 901; author reply 902. PMID 8778627. doi:10.1056/nejm199609193351217.

- Aly A, Aly S (septiembre de 1996). «Smallpox». The New England Journal of Medicine 335 (12): 900-1; author reply 902. PMID 8778626. doi:10.1056/NEJM199609193351217.

- Magner J (septiembre de 1996). «Smallpox». The New England Journal of Medicine 335 (12): 900-902. PMID 8778624. doi:10.1056/NEJM199609193351217.

- Kumate-Rodríguez J (1996). «Bicentennial of smallpox vaccine: experiences and lessons» [Bicentennial of smallpox vaccine: experiences and lessons]. Salud Pública De México 38 (5): 379-85. PMID 9092091.

- Budai J (August 1996). «200th anniversary of the Jenner smallpox vaccine» [200th anniversary of the Jenner smallpox vaccine]. Orvosi Hetilap (en húngaro) 137 (34): 1875-7. PMID 8927342.

- Rathbone J (junio de 1996). «Lady Mary Wortley Montague's contribution to the eradication of smallpox». Lancet 347 (9014): 1566. PMID 8684145. doi:10.1016/S0140-6736(96)90724-2.

- Baxby D (junio de 1996). «The Jenner bicentenary; still uses for smallpox vaccine». Epidemiology and Infection 116 (3): 231-4. PMC 2271423. PMID 8666065. doi:10.1017/S0950268800052523.

- Cook GC (May 1996). «Dr William Woodville (1752–1805) and the St Pancras Smallpox Hospital». Journal of Medical Biography 4 (2): 71-8. PMID 11616267.

- Baxby D (1996). «Jenner and the control of smallpox». Transactions of the Medical Society of London 113: 18-22. PMID 10326082.

- Dunn PM (January 1996). «Dr Edward Jenner (1749–1823) of Berkeley, and vaccination against smallpox». Archives of Disease in Childhood 74 (1): F77-8. PMC 2528332. PMID 8653442. doi:10.1136/fn.74.1.F77.

- Meynell E (August 1995). «French reactions to Jenner's discovery of smallpox vaccination: the primary sources». Social History of Medicine 8 (2): 285-303. PMID 11639810. doi:10.1093/shm/8.2.285.

- Bloch H (July 1993). «Edward Jenner (1749–1823). The history and effects of smallpox, inoculation, and vaccination». American Journal of Diseases of Children 147 (7): 772-4. PMID 8322750. doi:10.1001/archpedi.1993.02160310074022.

- Roses DF (October 1992). «From Hunter and the Great Pox to Jenner and smallpox». Surgery, Gynecology & Obstetrics 175 (4): 365-72. PMID 1411896.

- Turk JL, Allen E (April 1990). «The influence of John Hunter's inoculation practice on Edward Jenner's discovery of vaccination against smallpox». Journal of the Royal Society of Medicine 83 (4): 266-7. PMC 1292617. PMID 2187990.

- Poliakov VE (December 1985). «Edward Jenner and vaccination against smallpox» [Edward Jenner and vaccination against smallpox]. Meditsinskaia Sestra (en russian) 44 (12): 49-51. PMID 3912642.

- Hammarsten JF, Tattersall W, Hammarsten JE (1979). «Who discovered smallpox vaccination? Edward Jenner or Benjamin Jesty?». Transactions of the American Clinical and Climatological Association 90: 44-55. PMC 2279376. PMID 390826.

- Rodrigues BA (1975). «Smallpox eradication in the Americas». Bulletin of the Pan American Health Organization 9 (1): 53-68. PMID 167890.

- Wynder EL (March 1974). «A corner of history: Jenner and his smallpox vaccine» [Un rincón de historia: Jenner y su vacuna contra la viruela.]. Preventive Medicine (en inglés) 3 (1): 173-175. PMID 4592685. doi:10.1016/0091-7435(74)90074-7.

- Andreae H (junio de 1973). «Edward Jenner, initiator of cowpox vaccination against human smallpox, died 150 years ago» [Edward Jenner, iniciador de la vacunación con viruela bovina contra la viruela humana, murió hace 150 años.]. Das Offentliche Gesundheitswesen (en alemán) 35 (6): 366-367. PMID 4269783.

- Friedrich I (febrero de 1973). «A cure for smallpox. On the 150th anniversary of Edward Jenner's death» [Una cura para la viruela. En el 150 aniversario de la muerte de Edward Jenner.]. Orvosi Hetilap (en húngaro) 114 (6): 336-338. PMID 4567814.

- MacNalty AS (January 1968). «The prevention of smallpox: from Edward Jenner to Monckton Copeman». Medical History 12 (1): 1-18. PMC 1033768. PMID 4867646. doi:10.1017/s0025727300012722.

- Udovitskaia EF (November 1966). «Edward Jenner and the history of his scientific achievement. (On the 170th anniversary of the discovery of smallpox vaccination)» [Edward Jenner y la historia de su logro científico. (En el 170 aniversario del descubrimiento de la vacunación contra la viruela).]. Vrachebnoe Delo (en ruso) 11: 111-115. PMID 4885910.

- Voigt K (1964). «THE PHARMACY DISPLAY WINDOW. EDWARD JENNER DISCOVERED SMALLPOX VACCINATION» [The Pharmacy Display Window. Edward Jenner Discovered Smallpox Vaccination]. Pharmazeutische Praxis (en alemán) 106: 88-9. PMID 14237138.

- Ordnance Survey showing reference to Smallpox Hil: http://explore.ordnancesurvey.co.uk/os_routes/show/1539 Archivado el 3 de febrero de 2011 en Wayback Machine.

- Davies JW (1970). «A historical note on the Reverend John Clinch, first Canadian vaccinator». CMAJ 102: 957-961.

- Roberts KB (1978). «Smallpox: an historic disease». Memorial University of Newfoundland. Occas Papers Med Hist 1: 31-39.

- LeFanu WR. 1951 A bio-bibliography of Edward Jenner, 1749–1823. Londres (UK): Harvey and Blythe, 1951, pp. 103–108.

- «Smallpox Zero». African Comic Production House, Johannesburg, Sudáfrica. ISBN 978-0-620-43765-3. Archivado desde el original el 19 de enero de 2012. Consultado el 4 de octubre de 2018.